# 스폰서 최상위 도메인
스폰서 최상위 도메인 또는 후원 최상위 도메인(Sponsored top-level domain, sTLD)은 국가 코드 최상위 도메인(ccTLD) 및 일반 최상위 도메인(gTLD)과 함께 인터넷 도메인 이름 시스템에서 사용하기 위해 IANA에서 관리하는 TLD(최상위 도메인) 범주 중 하나이다.
스폰서 TLD는 도메인에서 서비스를 제공하는 특정 커뮤니티를 대표하는 후원자가 있는 특수한 최상위 도메인이다. 관련된 커뮤니티는 등록자의 TLD 사용 적격성을 제한하는 규칙을 수립하고 시행하는 민간 기관이나 조직이 제안한 민족적, 지리적, 전문적, 기술적 또는 기타 주제 개념을 기반으로 한다.
일반적으로 후원 TLD는 TLD의 영향을 가장 많이 받는 소규모 커뮤니티를 대표하는 후원자가 있는 전문 TLD인 반면, 후원을 받지 않는 TLD는 ICANN 프로세스를 통해 글로벌 인터넷 커뮤니티가 직접 수립한 정책에 따라 운영된다. 예를 들어, .aero TLD는 SITA의 후원을 받으며 등록은 항공 운송 업계 회원으로 제한된다.

## 목록
- .aero
- .asia
- .cat
- .coop
- .edu
- .gov
- .int
- .jobs
- .mil
- .museum
- .post
- .tel
- .travel
- .xxx